# Abgar Barsom
Abgar Barsom (Örebro, 4 september 1977) is een Aramees-Zweeds voormalig voetballer die als middenvelder of aanvaller speelde.
Barsom brak door bij Djurgårdens IF en speelde van 2002 tot begin oktober 2003 voor sc Heerenveen. Hij keerde terug bij Djurgårdens IF en speelde onder meer nog in Griekenland en Noorwegen voor hij eind 2011 zijn loopbaan afsloot bij Syrianska FC.
Barsom stond op de kieslijst voor de Kristdemokraterna bij de Zweedse parlementsverkiezingen 2006, maar werd niet verkozen.